# V8 – Du willst der Beste sein
V8 – Du willst der Beste sein ist ein deutscher Kinderfilm des Regisseurs Joachim Masannek aus dem Jahr 2013. Der Film basiert auf dem gleichnamigen Buch des Regisseurs, der auch das Drehbuch schrieb. Die Hauptrollen sind mit Georg Sulzer, Maya Lauterbach, Samuel Jakob, Klara Merkel, Nick Romeo Reimann und Emilio Moutaoukkil besetzt.
Am 26. September 2013 lief der Film in den deutschen Kinos an.

## Handlung
David Michele strebt eine Karriere als Rennfahrer an. Um dieses Ziel zu erreichen, hat er gleich drei Ferienjobs angenommen, um sich sein eigenes Kart kaufen zu können. Nur leider muss er seine Schwester Luca zu all diesen Arbeiten mitnehmen. Während seiner Jobs trifft er auf Kiki Lilou und Robin Veit Acht, mit denen er in dieselbe Klasse geht. Kiki kommt aus der Südstadt, wo sie mit ihrer Mutter auf einem Schrottplatz lebt, und Robin ist der Sohn reicher Eltern und besitzt ein eigenes Kart. Alle vier werden auserwählt, ein Team zu bilden, um an den geheimen und legendären Rennen in der Burg teilzunehmen. Nach anfänglichen Schwierigkeiten und Missverständnissen raufen sich die Kinder zusammen, um das erste Qualifikationsrennen zu bestehen. Denn der Gegner ist ihnen in allen Belangen überlegen und arbeitet nicht immer mit fairen Mitteln.

## Filmmusik
1. Macht Platz! – Dadidas, Naik I.
2. Gib Mir Speed – Bananafishbones
3. Bringt mir die Boliden – Moutaoakkil, Emilio / Lauterbach, Maya
4. Andale – Timothy
5. Chasing Stars – Bananafishbones
6. Ich will Rennfahrer werden! – Michele, David
7. Ich geb Gas – Bananafishbones
8. Jetzt gehts los – Moutaoakkil, Emilio
9. Set the World On Fire – Timothy
10. Is mir doch egal – Bananafishbones
11. Who Do You? – Monballijn, Michelle
12. Gurkenmann – Bananafishbones / Sulzer, Georg A.
13. Solo Per Te – De Muro, Antonello
14. Ich werde Euch trotzdem kriegen – Kommissar Habicht / J. R. Cotton
15. Feuerwehr – Melita, Andrej / Horn, Peter
16. Ausbüchsen – Melita, Andrej / Horn, Peter
17. Höhle des Löwen – Melita, Andrej / Horn, Peter
18. Construction Begins – Melita, Andrej / Horn, Peter
19. Münzen – Melita, Andrej / Horn, Peter
20. Dachs begraben – Melita, Andrej / Horn, Peter
21. Talentscout – Melita, Andrej / Horn, Peter
22. Zeitungen – Melita, Andrej / Horn, Peter
23. Unterhose – Melita, Andrej / Horn, Peter
24. Jagd beginnt und Hasenfuß – Melita, Andrej / Horn, Peter
25. Kirche – Ost / Melita, Andrej / Horn, Peter
26. Erste Ausfahrt – Ost / Melita, Andrej / Horn, Peter
27. Pups – Lilou, Kiki / Michele, David

## Kritiken
Die Deutsche Film- und Medienbewertung (FBW) urteilte: „Joachim Masannek hat hier das erfolgreiche, doch inzwischen ausgereizte Konzept seiner ‚Wilde Kerle‘-Filmserie variiert. Statt beim Fußballspielen müssen sich die jungen Helden beim Autorennen beweisen, und wieder ist die Handlung in einer Fantasiewelt verortet, in der Plausibilität und konventionelle Erzähllogik nur wenig Bedeutung beigemessen werden. So läuft etwa der Protagonist David viel länger mit der grünen Farbe und Gurkennase von seinem Job als Werbefigur herum, als dies dramaturgisch zu begründen wäre.“
Cinema war von dem Film wenig angetan und meinte: „Das mit aufgeblasenen Machoposen und markigen Sprüchen vollgetankte PS-Spektakel um einen geheimnisumwitterten Rennzirkus ist Trashkino für Kids. Würde die FSK ihren Auftrag ernst nehmen, sie müsste die kruden Rollenbilder des Films – hirnlose Raser und laszive Boxenluder – als jugendgefährdend einstufen.“
Auch bs-net vertrat eine ähnliche Meinung und schrieb: „Bombastisches Abenteuer-Spektakel, das sich zahlloser Genrefilm-Vorbilder bedient, um eine anspruchs- und wirklichkeitsferne Trivialunterhaltung für Kinder und Jugendliche zu entfesseln. Die kleinen ‚Helden‘ dürfen sich dabei aufgesetzt altklug, taff und cool geben, um ihr heißersehntes Ziel, der Allerbeste zu sein, zu erreichen.“

## Fortsetzung
Die Fortsetzung V8 – Die Rache der Nitros kam am 29. Oktober 2015 in die Kinos. In den Hauptrollen sind neben den Kinderdarstellern des ersten Teils erneut Christoph Maria Herbst und Heiner Lauterbach zu sehen. Joachim Masannek führte wiederum Regie.